# 柳家三語楼 (4代目)
四代目 柳家 三語楼（やなぎや さんごろう、1975年8月17日 - ）は、落語協会所属の落語家。本名∶平野 健作。紋は「丸に花菱」、出囃子は「おそづけ」。

## 経歴
東京都板橋区生まれ。岩倉高等学校運輸科出身。
1999年6月21日、十代目鈴々舎馬風に入門。前座名「鈴々舎バンビ」。9月上席より楽屋入りし、9月11日に国立演芸場において初高座。演目は「小町」。
2002年11月上席より柳家喬四郎、柳家小権太、三遊亭亜郎と共に二ツ目昇進、「鈴々舎風車」と改名。
2010年、「第20回 北とぴあ若手落語家競演会」大賞受賞。
2014年3月下席より三代目柳家東三楼、三遊亭究斗、五代目古今亭志ん好、三代目桂やまとと共に真打昇進し、四代目柳家三語楼を襲名。

## 芸歴
- 1999年
  - 6月 - 十代目鈴々舎馬風に入門。
  - 9月 - 前座となる、前座名「バンビ」。
- 2002年11月 - 二ツ目昇進、「風車」と改名。
- 2014年3月 - 真打昇進、「四代目柳家三語楼」を襲名。